# Prince of Persia: El Alma del Guerrero
Prince of Persia: El Alma del Guerrero es un videojuego que enlaza Prince of Persia: Las Arenas del Tiempo con Prince of Persia: Las Dos Coronas. El juego se lanzó entre finales del 2004 y principios del 2005, desarrollado por Ubisoft y lanzado para PC, Xbox, PlayStation 2 y para GameCube, para PSP  como Prince of Persia: Revelations. El 17 de junio de 2010 fue lanzado una versión completa para IPhone e IPod touch por Gameloft.

## Argumento del juego
En el principio la pantalla enfoca al mar y se oyen los pasos de alguien corriendo, después se ve la ciudad de Babilonia y luego se muestra a alguien escapando de una sombra o monstruo, que va arrasando con todo a su paso incluyendo un perro que asusta a esa persona, hasta que llega a un lugar sin salida (en concreto una puerta cerrada al final de un callejón) y se revela que es el príncipe, en ese momento de forma aparentemente endemoniada y resentida, voltea resignado a la pelea para mirar a su perseguidor, saca sus espadas y en el reflejo de sus ojos se ve una inmensa criatura que se lanza contra él. Entonces, de repente, muestran el barco del príncipe en medio de una tormenta, cuando aparece un barco con monstruos de arena y una chica vestida de negro, quien es la comandante del barco. El barco enemigo lo aborda y, mientras matan a todos, el príncipe va en busca de la chica de negro para matarla. Cuando la alcanza comienzan a luchar, pero esta al ver que no podrá vencer al príncipe le dice que La Emperatriz lo ha subestimado, distrayéndolo con estas palabras él le pregunta si esta la envía, con lo que ella aprovecha para quitarle la espada lanzándola y clavándola en una viga, lanzando al príncipe al agua con una patada.
Entonces vemos una visión del príncipe en la que habla con el anciano sabio, al que tanto cariño le tiene. El anciano le explica que el Dahaka, una bestia aterradora y el guardián de la línea del tiempo, le persigue. Le explica que él (El príncipe) debió morir por haber abierto el Reloj de Las Arenas. El príncipe, sin hacerle caso al anciano, le dice que prefiere morir intentando librarse de la bestia que esperar sin más su muerte. El anciano le dice que no le conviene y le explica que no se puede cambiar lo que está escrito en la línea del tiempo. El príncipe decide ir a la Isla del Tiempo para evitar que la Emperatriz del Tiempo cree las arenas y, por lo tanto, el Dahaka no tenga nada contra el. Pero el anciano le dice que su viaje no acabará bien y que nadie puede cambiar su destino.
Entonces, aparece en una playa, que se deduce como la Isla del Tiempo, donde se creó el Reloj de Arena y donde está la Emperatriz del Tiempo. El príncipe recorre el lugar persiguiendo a Shahdee (la chica de negro), entonces ella entra a una especie de Portal de Tiempo para viajar en el tiempo entre el Pasado y el Presente. Mientras persigue a Shahdee, llega a un lugar donde está Shahdee y a otra mujer con un vestido rojo luchando. A continuación, la mujer de rojo al ver al príncipe le pide ayuda y citando el proverbio "el enemigo de mi enemigo es mi amigo" el príncipe decide ayudar a la mujer con vestido rojo y hiere a Shahdee. Mientras Shahdee agoniza pronuncia la siguiente frase: "Sois un idiota ¿Acaso no sabéis que no se puede cambiar el destino?" e inmediatamente después, muere.
Después, en una especie de Sala Central, la mujer a la que ayudó el príncipe le dice que si quiere evitar que el Reloj de Arena se cree, tiene que ir a la Salón del Trono. Ella le da la Espada de la Serpiente para poder accionar los mecanismos que le permitirá al príncipe abrir las cerraduras que tiene la puerta para llegar al Salón del Trono.
Luego de eso, la misión principal del príncipe consiste en activar dos torres para así lograr abrir la puerta que lo conducirá al Salón del Trono. Después de accionar la primera torre, el príncipe consigue la Espada del León que le da la mujer de rojo y es más fuerte que la espada anterior. En ese instante el Príncipe dice: "¿Puedo preguntaros vuestro nombre?". A lo cual ella responde: "Soy... Soy Kaileena". Luego de eso el príncipe se marcha a activar la segunda torre. Entonces, mientras el príncipe explora la isla, se encuentra varias veces con una bestia de arena de figura humana (parecida a una momia de arena negra), que comparte cierto parecido al Dahaka y aparentemente intento matarlo en una ocasión. Después de viajar del presente al pasado varias veces, escapando del Dahaka y explorando la isla, llega a la Sala Central y se encuentra con la bestia de figura humana (que tanta curiosidad le había causado por sus constantes pero alejados encuentros) y el Dahaka al mismo tiempo. El príncipe intenta escapar rodando por el suelo, lo consigue y, en vez de matarlo a él, el Dahaka se lleva a la bestia de figura humana y el príncipe entra en el Salón del Trono con Kaileena.
Cuando los dos entran, ella cierra la puerta y le dice que tuvo una visión en la que ella sería asesinada por el y, para evitarlo y cambiar su destino ella debe ser quien lo mate a él. En ese momento se descubre que la chica es la Emperatriz del Tiempo, llamada Kaileena. Ellos luchan y el príncipe la mata y cree que así no se crearán las arenas, pero se equivocó, no solo se crearon, sino que el mismo fue quien las creó sin querer al asesinar a Kaileena que se convirtió en las mismas arenas que intentó evitar que se crearan, y ahora el Dahaka lo sigue persiguiendo también en el pasado, es entonces cuando el principe vuelve al presente.
Entonces, en las mazmorras y habiendo perdido ya toda esperanza, ve al Dahaka tratando de destrozar unos barrotes para llegar hasta él y le dice que venga a por él, que se rinde, y que si lo quiere ahí esta. De repente, descubre unos escritos que le dicen que hay una máscara que le brindara una segunda oportunidad. En un principio, el príncipe, desanimado, cree que lo único que va a conseguir es fracasar, pero rápidamente piensa que si logra matar a la Emperatriz en el presente, el Reloj se creara pero el nunca lo habría abierto y así el Dahaka no tendría nada en su contra. El príncipe decide ir por la máscara para no cometer el mismo error. En su viaje hacía la máscara, se encuentra con la Espada de Agua (esta solo aparece si se recogen todas las Mejoras de Vida), la cual esconde misteriosos poderes y cinco armas secundarias misteriosas (Espadas Misceláneas). Cuando consigue la máscara, se transforma en el Espectro de Arena que no resulta ser otro que la Bestia de arena de figura humana que lo observaba de lejos durante su recorrido por la isla para activar las dos torres. Así mismo se da cuenta de que él moriría al volver a la sala central donde se encuentra con su otro yo y con el dahaka, el cual intenta atrapar al príncipe, pero este esquiva su agarre, con ello la bestia de arena de figura humana queda a merced del Dahaka, el cual lo atrapa y se lo lleva con el dándole muerte. Para deshacer el efecto de la máscara tendría que matar a su otro yo, y la forma más conveniente era adelantarse rápidamente alejándose del Dahaka, con ello se invertirían los papeles y sería entonces el príncipe quien quedaría acorralado por el Dahaka. De esta manera su versión del pasado moriría, la máscara que ahora formaba parte de él se soltaría y el príncipe volvería a su forma normal.
Así que entonces el príncipe vuelve a hacer lo mismo que antes, ir al Salón del Trono, para esta vez, llevar a Kaileena al presente. En el transcurso de su viaje, se puede observar como se encuentra con su otro yo, y cuando pensaba que él quería matarlo, en realidad lo salvó de un enemigo que tenía detrás.
En este punto vuelve al mismo lugar que antes, donde están los dos príncipes y el Dahaka. En este momento, el Espectro de Arena del príncipe recuerda lo que hay que hacer y se echa atrás. Con ello el Dahaka agarra a su otra versión. Y otra vez, vuelve a ser él de antes, ya que la máscara se suelta de su rostro. A continuación, el príncipe va al Salón del Trono con Kaileena, pero en vez de luchar, él va al trono y rompe una pared que conduce a un portal secreto hacía el presente. Después de un forcejeo entre ellos, el príncipe la engaña para que vuelva a forcejear de nuevo pero en vez de eso la empuja hacia el Portal y luego él entra. El príncipe sigue el camino hasta que la encuentra en una gran plataforma.
Final alternativo: El príncipe lucha contra Kaileena y la mata otra vez, entonces aparece el Dahaka, pero no quiere al príncipe sino a Kaileena y se la lleva junto con el Medallón del Tiempo que lleva el príncipe, la última Reliquia de Las Arenas del Tiempo ya que nunca se crearon las arenas. Entonces el príncipe escapa de su destino (aparentemente) y vuelve a una Babilonia bajo ataque escuchándose el eco del anciano sabio diciendo "no podéis cambiar vuestro destino, nadie puede hacerlo".
Final verdadero: (solo si se tiene la espada de agua) El príncipe intenta razonar con Kaileena, cuando aparece el Dahaka y vuelve a ir por Kaileena, el príncipe sintiéndose impotente exclama con furia "Es todo culpa vuestra" y ataca al Dahaka con la espada. Al darse cuenta de que el Dahaka es lastimado al soltar a Kaileena, descubre que con esa espada puede acabar con el Dahaka. Después de someter al Dahaka y salvar a Kaileena, los dos vuelven a una Babilonia bajo ataque mientras se ve una figura negra tomando la corona y reclamando todo el imperio del príncipe como suyo por derecho mientras una Farah, del juego anterior, débil y agonizante es mostrada en una especie de crucifixión escuchándose al final el eco del anciano sabio diciendo "no podéis cambiar vuestro destino, nadie puede hacerlo".

## Aclaraciones
- Han pasado siete años desde lo que pasó con el anterior juego y un tiempo indeterminado después de Las Arenas Olvidadas. Esto introduce abiertamente, en un principio, la hipótesis de que tanto el padre del príncipe como Farah han muerto por mano del Dahaka, ya que para matar al príncipe, ha arrasado con todo quien esté por delante. Pero esto no tiene sentido (o tal vez sí) cuando vemos los desbloqueables para saber qué estuvo haciendo el príncipe antes de que lo persiguiera el Dahaka, lo cual no deja que estos hechos tengan sentido de existir, sobre todo la persecución del Dahaka. Tal vez inició su cacería muy poco después de que sucedieran los hechos de Las Arenas Olvidadas, lo cual tiene aún menos sentido, ya que debió, entonces, aparecer durante este videojuego.
- Si el Dahaka mató a Farah y al padre del príncipe, cuando el príncipe evitó que se crearan las arenas del tiempo, dichas muertes nunca ocurrieron, creando una paradoja.
- La máscara espectral le sirve al príncipe para poder viajar a una época más atrás a la que ya había viajado antes y poder subsistir con su otro yo en la misma línea del tiempo (pues deja de ser humano y por ende deja de ser el príncipe), esta se hace uno con su portador y ya no puede soltarse de su rostro, por eso es que la versión del pasado de sí mismo del príncipe ￼debe morir, ya que, paradójicamente si este muere, el príncipe nunca se puso la máscara espectral y nunca se convirtió en el Espectro de Arena.
- En Las Arenas Olvidadas el príncipe se ve más tranquilo y sabio, además de que no siente miedo de que una criatura lo persiga. Quizás se deba a que el Dahaka todavía no sabía que el príncipe abrió las arenas en los acontecimientos de Las Arenas del Tiempo y por ende todavía no lo perseguía.
- El príncipe viaja al presente y al pasado mediante unos portales de arena. Lo que no se explica es como los usan los guardias del templo de arena o si la misma Emperatriz los envía allí, al presente, por otros medios.
- El Marajá robó el reloj de arena mediante esos portales.
- La comandante del barco (Shadee) era súbdita de la emperatriz, pero como no mató al príncipe, la emperatriz la golpea y ella se rebela en su contra. En ese momento, el príncipe entra y las ve luchando, esto se ve cuando el príncipe tiene la máscara y va por el palacio.
- Kaileena viajó al presente, ella moría en los brazos del príncipe (después de luchar con él), como no luchan, no muere, por eso el Dahaka la va a buscar.
- El amuleto que tiene el príncipe es el que le dio Farah en el primer juego cuando lo traiciona y le roba la daga.
- La versión para PSP se conoce con el nombre de Prince of Persia: Revelations.